# 데이브 펜사도
데이브 펜사도(Dave Pensado)는 2008년 그래미상을 수상한 믹싱 엔지니어이자 프로듀서이다. 1970년대, 애틀랜타에서부터 커리어를 쌓기 시작했으며, 1980년대부터 본격적으로 무대 환경과 스튜디오의 사운드 엔지니어 활동을 시작하였고 현재에 이르고 있다. 그는 로스앤젤레스에 위치한 그의 작업실 래러비 스튜디오(Larrabee studio)에서 매년 200곡~250곡 이상의 믹싱 작업을 수행하고 있다. 한 장르에 국한하지 않고 팝 음악부터 록, 알앤비, EDM, 재즈 등 다양한 장르의 음반을 작업하고 있고 그와 함께 작업한 대표적인 뮤지션은 비욘세(Beyonce), 블랙 아이드 피스(The Black Eyed Peas), 케니 지(Kenny G), 크리스티나 아길레라(Christina Aguilera), 마이클 잭슨(Michael Jackson), 머라이어 캐리(Mariah Carey) 등이 있다.

## 수상 경력
2008년, 메리. J. 블라이즈(Mary. J. Blige)의 앨범 <Growing Pains>에 믹싱 엔지니어로 참여하여 제이슨 조슈아(Jaycen Joshua)와 커크 해럴(Kuk Harrell)과 함께 그래미 어워드(Grammy Award) 베스트 컨템포러리 알앤비 앨범(Best Contemporary R&B Album) 부문을 수상했다.

## 디스코그래피
데이브 펜사도(Dave Pensado)의 디스코그래피는 1980년대 후반부터 확인해볼 수 있는데, 활동 초반에는 믹싱 엔지니어 뿐만 아니라 프로듀서, 작곡가 등 다양한 모습을 보여주었고 다양한 방면으로 커리어의 행보를 이어갔다. 하지만 최근 들어 그는 거의 대부분의 작업을 믹싱 엔지니어로 참여하고 있다. 그의 작업을 살펴보면 팝 음악 뿐만 아니라 재즈, 알앤비, 힙합, 영화음악, 뮤지컬, 드라마 OST 등 장르적으로도 굉장히 다양한 영역을 소화하고 있고, 수 많은 아티스트들과 함께 작업을 진행하고 있다. 아래의 표는 데이브 펜사도(Dave Pensado)가 참여한 주요 작업들을 정리한 것이다.

### 믹싱 엔지니어
| 연도 | 아티스트                                | 앨범명                                                          | 크레딧                                     |
| ---- | --------------------------------------- | --------------------------------------------------------------- | ------------------------------------------ |
| 1990 | 랄프 트레스반트(Ralph Tresvant)         | <Ralph Tresvant>                                                | 믹싱                                       |
| 1991 | 폴라 압둘(Paula Abdul)                  | <Spellbound>                                                    | 엔지니어                                   |
| 1991 | 벌린다 칼라일(Belinda Carlisle)         | <Live Your Life Be Free>                                        | 리믹싱                                     |
| 1993 | 에디 머피(Eddie Murphy)                 | <Love's Alright>                                                | 믹싱                                       |
| 1994 | 아틀란틱 스타(Atlantic Starr)           |                                                                 | 믹싱                                       |
| 1995 | 브라이언 맥나이트(Brian McKnight)       |                                                                 | 엔지니어                                   |
| 1995 | 아디나 하워드(Adina Howard)             | <Do You Wanna Ride?>                                            | 믹싱                                       |
| 1996 | 테빈 캠벨(Tevin Campbell)               | <Back to the World>                                             | 믹싱                                       |
| 1997 | 쿨리오(Coolio)                          | <My Soul>                                                       | 믹싱                                       |
| 1998 | 에스테로(Esthero)                       | <Breath From Another>                                           | 믹싱                                       |
| 1998 | 블랙 아이드 피스(The Black Eyed Peas)   | <Behind the Front>                                              | 믹싱                                       |
| 1999 | 시스코(Sisqo)                           | <Unleash the Dragon>                                            | 믹싱, 엔지니어                             |
| 1999 |                                         | <Pokemon: The First Movie OST> <포켓몬스터 극장판: 뮤츠의 역습> | 믹싱, 엔지니어                             |
| 1999 | 멜러니 C(Melanie C)                     | <Northern Star>                                                 | 믹싱                                       |
| 1999 | 워런 G(Warren G)                        |                                                                 | 믹싱                                       |
| 1999 | 엔리케 이글레시아스(Enrique Iglesias)   | <Enrique>                                                       | 믹싱                                       |
| 1999 | 팀 라이스(Tim Rice)                     | <Elton John and Tim Rice's "Aida">                              | 믹싱                                       |
| 1999 | 크리스티나 아길레라(Christina Aguilera) | <Christina Aguilera>                                            | 믹싱                                       |
| 2000 | 크리스티나 아길레라(Christina Aguilera) | <My Kind of Christmas>                                          | 믹싱                                       |
| 2000 |                                         | <Love & Basketball [Soundtrack]>                                | 믹싱                                       |
| 2000 | 블랙 아이드 피스(The Black Eyed Peas)   | <Bridging the Gap>                                              | 믹싱                                       |
| 2000 | 스티키 핑거즈(Sticky Fingaz)            | <Black Trash: The Autobiography of Kirk Jones>                  | 믹싱                                       |
| 2001 | 빅토리아 베컴(Victoria Beckham)         | <Victoria Beckham>                                              | 믹싱                                       |
| 2001 | 데스티니스 차일드(Destiny's Child)      | <Survivor>                                                      | 믹싱                                       |
| 2001 | 핑크(P!nk)                              | <M!ssundaztood>                                                 | 믹싱                                       |
| 2001 | 아이스 큐브(Ice Cube)                   | <Greatist Hits>                                                 | 믹싱                                       |
| 2001 |                                         | <Dr. Dolittle 2 OST> <닥터 두리틀 2>                            | 믹싱                                       |
| 2001 | 에마 번턴(Emma Bunton)                  | <A Girl Like Me>                                                | 믹싱                                       |
| 2002 |                                         | <The Transporter OST> <트랜스포터>                              | 믹싱                                       |
| 2002 | 크리스티나 아길레라(Christina Aguilera) | <Stripped>                                                      | 믹싱                                       |
| 2002 | 켈리 롤런드(Kelly Rowland)              | <Simply Deep>                                                   | 믹싱                                       |
| 2002 |                                         | <Scooby-doo OST> <스쿠비 두>                                    | 믹싱                                       |
| 2002 |                                         | <Moulin Rouge OST> <물랑루즈>                                   | 믹싱                                       |
| 2002 | 저스틴 팀버레이크(Justin Timberlake)    | <Justified>                                                     | 믹싱                                       |
| 2002 | 브랜디 노우드(Brandy)                   | <Full Moon>                                                     | 믹싱                                       |
| 2002 |                                         | <Austin Powers in Goldmember OST> <오스틴 파워: 골드멤버>       | 믹싱                                       |
| 2003 | 핑크(P!nk)                              | <Try this>                                                      | 믹싱                                       |
| 2003 | 켈리 클락슨(Kelly Clarkson)             | <Thankful>                                                      | 믹싱                                       |
| 2003 | 켈리스(Kelis)                           | <Tasty>                                                         | 믹싱                                       |
| 2003 | 마이아(Mya)                             | <Moodring>                                                      | 믹싱                                       |
| 2003 | 제시카 심슨(Jessica Simpson)            | <In This Skin>                                                  | 믹싱                                       |
| 2004 | 보이즈 투 멘(Boyz II Men)               | <Throwback>                                                     | 믹싱                                       |
| 2004 | 넬리(Nelly)                             | <Sweat>                                                         | 보컬 믹싱                                  |
| 2004 | 라이어넬 리치(Lionel Rechie)            | <Just for You>                                                  | 믹싱                                       |
| 2004 | 데스티니스 차일드(Destiny's Child)      | <Destiny Fulfilled>                                             | 믹싱                                       |
| 2004 | 케니 지(Kenny G)                        | <At Last...The Duets Album>                                     | 믹싱                                       |
| 2005 | 키샤 콜(Keyshia Cole)                   | <The Way It Is>                                                 | 믹싱                                       |
| 2005 | 메리 J. 블라이즈(Mary J. Blige)         | <The BreakThrough>                                              | 믹싱                                       |
| 2005 | 푸시캣 돌스(The Pussycat Dolls)         | <PCD>                                                           | 믹싱                                       |
| 2005 | Earth, Wind & Fire                      | <Illumination>                                                  | 믹싱                                       |
| 2005 | 브라이언 맥나이트(Brian McKnight)       | <Gemini>                                                        | 믹싱                                       |
| 2005 |                                         | <Desperate Housewives OST> <위기의 주부들>                      | 믹싱                                       |
| 2006 | 인디아 아리(India.Arie)                 | <Testimony, Vol. 1: Life & Relationship>                        | 믹싱                                       |
| 2006 |                                         | <Step Up OST> <스텝 업>                                         | 믹싱                                       |
| 2006 | 디온 워릭(Dionne Warwick)               | <My Friends & Me>                                               | 믹싱                                       |
| 2006 | 넬리 퍼타도(Nelly Furtado)              | <Loose>                                                         | 믹싱                                       |
| 2006 | 켈리스(Kelis)                           | <Kelis Was Here>                                                | 믹싱                                       |
| 2006 | 니요(Ne-Yo)                             | <In My Own Words>                                               | 믹싱                                       |
| 2006 | 라이어넬 리치(Lionel Rechie)            | <Coming Home>                                                   | 믹싱                                       |
| 2006 | 크리스티나 아길레라(Christina Aguilera) | <Back to Basics>                                                | 믹싱                                       |
| 2006 | 비욘세(Beyonce)                         | <B'day>                                                         | 믹싱                                       |
| 2006 | 제시카 심슨(Jessica Simpson)            | <A Public Affair>                                               | 믹싱                                       |
| 2007 | 트레이 송즈(Trey Songz)                 | <Trey Day>                                                      | 믹싱                                       |
| 2007 | 질 스콧(Jill Scott)                     | <The Real Thing: Words and Sounds, Vol. 3>                      | 믹싱                                       |
| 2007 | 루페 피에스코(Lupe Fiasco)              | <The Cool>                                                      | 레코딩 엔지니어                            |
| 2007 | 셀린 디온(Celine Dion)                  | <Taking Chances>                                                | 믹싱                                       |
| 2007 | 실(Seal)                                | <System>                                                        | 믹싱, 오디오 엔지니어                      |
| 2007 | Bone Thugs-N-Harmony                    | <Strength & Loyalty>                                            | 믹싱                                       |
| 2007 | 리오나 루이스(Leona Lewis)              | <Spirit>                                                        | 믹싱                                       |
| 2007 | 그루브 아마다(Groove Armada)            | <Soundbody Rock>                                                | 믹싱                                       |
| 2007 | 솔자 보이(Soulja Boy Tell Em)           | <Souljaboytellem.com>                                           | 믹싱                                       |
| 2007 | 더 드림(The-Dream)                      | <Love/Hate>                                                     | 믹싱                                       |
| 2007 | 키샤 콜(Keyshia Cole)                   | <Just Like You>                                                 | 믹싱                                       |
| 2007 | 메리 J. 블라이즈(Mary J. Blige)         | <Growing Pains>                                                 | 믹싱                                       |
| 2008 | 루다크리스(Ludacris)                    | <Theater of the Mind>                                           | 믹싱                                       |
| 2008 | 솔란지 놀스(Solange)                    | <Sol-Angel and the Hadley St. Dreams>                           | 믹싱                                       |
| 2008 | 크리스티나 아길레라(Christina Aguilera) | <Keeps Gettin' Better: A Decade of Hits>                        | 믹싱, 오디오 프로덕션, 어시스턴트 엔지니어 |
| 2008 | 제이미 폭스(Jamie Foxx)                 | <Intuition>                                                     | 믹싱                                       |
| 2008 | 비욘세(Beyonce)                         |                                                                 | 믹싱                                       |
| 2008 | 어셔(Usher)                             | <Here I Stand>                                                  | 믹싱                                       |
| 2008 | 머라이어 캐리(Mariah Carey)             | <E=MC²>                                                         | 믹싱                                       |
| 2008 | 자넷 잭슨(Janet Jackson)                | <Discipline>                                                    | 믹싱                                       |
| 2008 | 키샤 콜(Keyshia Cole)                   | <A Different Me>                                                | 믹싱                                       |
| 2009 | 알 켈리(R. Kelly)                       | <Untitled>                                                      | 믹싱                                       |
| 2009 | 백스트리트 보이즈(Backstreet Boys)      | <This Is Us>                                                    | 믹싱                                       |
| 2009 | 메리 J. 블라이즈(Mary J. Blige)         | <Stronger with Each Tear>                                       | 믹싱                                       |
| 2009 | 샤키라(Shakira)                         | <She Wolf>                                                      | 믹싱, 엔지니어                             |
| 2009 | 트레이 송즈(Trey Songz)                 | <Ready>                                                         | 믹싱                                       |
| 2009 | 저스틴 비버(Justin Bieber)              | <My World>                                                      | 믹싱                                       |
| 2009 | 머라이어 캐리(Mariah Carey)             | <Memoirs of an Imperfect Angel>                                 | 믹싱                                       |
| 2009 | 더 드림(The-Dream)                      | <Love vs Money>                                                 | 믹싱                                       |
| 2009 | 휘트니 휴스턴(Whitney Houston)          |                                                                 | 믹싱                                       |
| 2009 | 애슐리 티스데일(Ashley Tisdale)         | <Guilty Pleasure>                                               | 믹싱                                       |
| 2009 | 시에라(Ciara)                           | <Fantasy Ride>                                                  | 믹싱                                       |
| 2009 | 릭 로스(Rick Ross)                      | <Deeper Than Rap>                                               | 믹싱                                       |
| 2010 | 토니 브랙스턴(Toni Braxton)             | <Pulse>                                                         | 믹싱                                       |
| 2010 | 더 드림(The-Dream)                      | <Love King>                                                     | 믹싱                                       |
| 2010 | 핑크(P!nk)                              | <Greatest Hits... So Far!!!>                                    | 믹싱                                       |
| 2010 | 키샤 콜(Keyshia Cole)                   | <Calling All Hearts>                                            | 믹싱                                       |
| 2011 | 질 스콧(Jill Scott)                     | <The Light of the Sun>                                          | 믹싱                                       |
| 2011 | 니콜 셰르징거(Nicole Scherzinger)       | <Killer Love>                                                   | 믹싱                                       |
| 2011 | 보니 제임스(Boney James)                | <Contact>                                                       | 믹싱                                       |
| 2012 | 켈리 클락슨(Kelly Clarkson)             | <Greatest Hits, Chapter 1>                                      | 믹싱                                       |
| 2013 | 보니 타일러(Bonnie Tyler)               | <Rocks and Honey>                                               | 믹싱                                       |
| 2013 | Earth, Wind & Fire)                     | <Now, Then & Forever>                                           | 믹싱                                       |
| 2014 | 크리셋 미셸(Chrisette Michele)          | <The Lyricists` Opus>                                           | 믹싱                                       |
| 2014 | 마이클 잭슨(Michael Jackson)            | <Xscape>                                                        | 믹싱                                       |
| 2014 | 메이시 그레이(Macy Gray)                | <The Way>                                                       | 믹싱                                       |
| 2014 | 머라이어 캐리(Mariah Carey)             | <Me. I Am Mariah...The Elusive Chanteuse>                       | 믹싱                                       |

### 프로듀서, 작곡가
| 연도 | 아티스트                    | 앨범명                     | 참여 트랙                                                       | 크레딧                                |
| ---- | --------------------------- | -------------------------- | --------------------------------------------------------------- | ------------------------------------- |
| 1991 | Level III                   | <Freezin' 'Em>             | 4. Freezin' 'Em 6. Fun in My House 7. Taste U 11. Brown's Magic | 작곡가, 프로듀서                      |
| 1992 |                             | <White Men Can't Jump OST> | 8. Watch Me Do My Thang                                         | 작곡가, 프로듀서                      |
| 1992 | Immature                    | <On Our Worst Behavior>    |                                                                 | 프로듀서                              |
| 1992 | Countess Vaughn             | <Countess>                 |                                                                 | 프로듀서, 믹싱, 리믹싱                |
| 1993 | The Real Seduction          | <It's Real>                | 6. All I Am                                                     | 작곡가                                |
| 1994 |                             | <Sugar Hill OST>           |                                                                 | 프로듀서, 믹싱, 엔지니어              |
| 1995 | Blu                         | <Out of the Blu>           |                                                                 | 프로듀서, 드럼 프로그래밍, 신디사이저 |
| 2000 | 사만다 뭄바(Samantha Mumba) | <Gotta Tell You>           |                                                                 | 프로듀서, 믹싱                        |
| 2005 | 윌 스미스(Will Smith)       | <Lost and Found>           | 5. Ms. Holly Roller                                             | 작곡가, 믹싱                          |

## Pensado Vintage King Gear Expo
2013년 7월 20일, 로스앤젤레스에 위치한 빈티지 킹(Vintage King)에서 데이브 펜사도와 그의 동료 허브 트래윅(Herb Trawick)이 주최하는 펜사도 기어 엑스포 2013(Pensado Gear Expo 2013)이 개최되었다. "펜사도 기어 엑스포(Pensado Gear Expo)"는 빈티지 킹, 오디오 테크니카(Audio-Technica), 아비드(Avid) 등의 대규모 음향 관련 회사가 후원하는 음향 기기, 소프트웨어 전시회로, 전문적인 작업이 이루어지는 스튜디오를 직접 관람할 수 있는 투어를 제공하고, 스튜디오에서 직접 사용되거나 새로 나온 최신 장비와 소프트웨어를 직접 체험해볼 수 있는 기회를 제공해준다. 전 세계 각지에서 온 약 1000명이 넘는 사람들이 참여하였고, 음악, 영화, TV 관련 산업에 종사하는 엔지니어, 프로듀서, 작곡가들이 대거 참여하여 최신 음향 기기들과 소프트웨어를 체험하고 많은 인터뷰를 진행하였다. 특히, 전시회 중 싱어송라이터인 사이드브레인(Side Brain)의 라이브 공연이 이루어져 "펜사도 기어 엑스포 2013"은 성공적으로 마무리 되었다. 이 행사는 2013년부터 시작하여 2014년에는 내슈빌에 위치한 빈티지 킹에서 9월 27일에 열려 역시 많은 사람들이 참여하여 성황리에 행사가 마무리 되었고, 2015년에도 내슈빌에 위치한 빈티지 킹에서 9월 26일에 "펜사도 빈티지 킹 기어 엑스포 2015(Pensado Vintage King Gear Expo 2015"가 열릴 예정이다.

## 펜사도 플레이스(Pensado's Place)
2011년 9월 12일, 데이브 펜사도는 그의 동료 허브 트래윅과 함께 펜사도 플레이스(Pensado's Place)라는 주간 토크쇼를 인터넷 사이트를 통해 시작했다. 이 쇼는 오디오 엔지니어 작업과 관련된 기술 정보를 제공하고, 매주 초청되는 믹싱 엔지니어, 프로듀서, 아티스트 들의 인터뷰를 각각의 에피소드에서 소개하고 있다. 그래서인지 이 펜사도 플레이스는 사람들에게 "오디오의 찰리 로즈"라고 불린다.
그의 디스코그래피를 보면 알 수 있듯이, 오랜 경력과 수많은 아티스트들과의 작업은 믹싱 엔지니어로서의 그의 노하우를 더욱 확고하게 만들었고, 매 주 이러한 노하우들을 공개하고 있는 펜사도 플레이스를 전 세계 약 120개가 넘는 학교에서 커리큘럼으로 사용하고 있다. 현재 에피소드는 215개, 인투더러(Into the Lair)는 120개가 올라와 있다.
약 150개가 넘는 나라에서, 한 달에 약 55만명에서 70만명 가량의 사람들이 펜사도 플레이스를 시청한다고 한다. 매 년 두 배의 시청자수 증가를 기록하고 있는 펜사도 플레이스는 앞으로 지구상에서 가장 큰 최고의 오디오 커뮤니티가 되겠다는 포부를 밝히고 있다.

### 에피소드(Episodes)[11]
매 주 다른 믹싱 엔지니어, 프로듀서, 아티스트 등을 초청하여 그들의 작업 노하우, 작업 중에 있었던 일들을 데이브 펜사도와 인터뷰 형식으로 이야기 하는 방식이다. 에피소드 제일 첫 번째의 주인공은 니키 미나즈(Nicky Minaj), 저스틴 비버(Justin Bieber) 등과 함께 작업한 오디오 엔지니어 아리엘 코바즈(Ariel Chobaz)였다. 이 에피소드에서는 니키 미나즈와 작업한 곡에서 어떻게 보컬 믹싱을 했는지, 프리앰프와 컴프레서는 무엇을 사용했고 밸런스를 어떻게 조정했는지 등 기술적인 문제들과 믹싱할 때 얼마나 시간이 걸리는지, 어떻게 엔지니어 경력을 쌓았는지 등 청중들의 질문에 대한 답변도 이어졌다. 그리고 현재 가장 최근에 올라온 215번째(2015.06.11) 에피소드에는 마돈나(Madonna), 퀸(Queen)과 같이 작업한 프로듀서이자 엔지니어인 브라이언 말루프(Brian Malouf)가 출연하였다.
에피소드 65번부터 가장 최근 것 까지는 펜사도 플레이스에서 볼 수 있으며, 그 이전의 에피소드는 펜사디아(Pensadia)라는 아카이브 사이트에서 볼 수 있다.

### 인투더러(Into the Lair)[12]
에피소드가 인터뷰 형식으로 이루어져 있다면 인투더러는 강의 형식으로 이루어져 있다. 데이브 펜사도가 지금까지 믹싱 엔지니어 겸 프로듀서로 많은 아티스트들과 작업하면서 쌓아놓은 노하우를 지속적으로 업데이트 하고 있다. "보컬 믹싱 작업에 쓰이는 이큐(EQ), 컴프레서에 관한 팁", "믹싱 작업 중 가장 많이 실수하는 것들", "딜레이를 이용한 리버브 생성 방법" 등 그가 현장에서 직접 사용하는 방법들을 알려준다. 종종 데이브 펜사도의 조수, 또는 그와 친분이 있는 엔지니어들이 출연하여 강의를 진행하기도 한다. 인투더러는 현재 120개가 올라와 있으며 마지막 강의의 제목은 "드럼 루프 생성 방법"이다. 2015년 3월 10일에 마지막으로 업데이트되어 현재까지 약 3개월 동안 업데이트가 되지 않고 있다.

### 믹싱 서비스(Mixing Services)[13]
펜사도 플레이스는 온라인으로 믹싱 서비스를 제공하고 있다. 원하는 작품의 방향과 타임 프레임, 그리고 대중에게 알려진 메이저 아티스트인지, 인디펜던트 아티스트인지 문서에 적어 Herb@Pensadoplace.tv(이메일 주소) 로 보내기만 하면 된다. 메이저 아티스트와 인디펜던트 아티스트를 구분하는 이유는, 믹싱 서비스의 가격이 다르기 때문이다. 문서를 확인한 펜사도 플레이스 측이 가격과 가능 여부에 대해 판단한 후, 연락을 하고 최종적으로 합의가 이루어지면 믹싱 작업이 시작된다.